# 1931 aux Territoires du Nord-Ouest
Chronologie des Territoires du Nord-Ouest
- 1927
- 1928
- 1929
- 1930
- 1931
- 1932
- 1933
- 1934
- 1935

Cette page concerne les événements survenus en 1931 dans le territoire canadien des Territoires du Nord-Ouest.

## Politique
- Premier ministre : William Wallace Cory (Commissaire en gouvernement) puis Hugh H. Rowatt (Commissaire en gouvernement)
- Commissaire :
- Législature :

## Événements
- La population du territoire est de 9 316 habitants[réf. souhaitée].